# Alexander van Dedem
Alexander baron van Dedem (Dalfsen, 7 februari 1838 - Brummen, 1 maart 1931) was een Nederlands politicus uit het geslacht Van Dedem.

## Loopbaan
Van Dedem was een van de leidende figuren van de ongesplitste ARP van vóór 1894. Aanvankelijk was hij officier en daarna landeigenaar in Overijssel en Gelderland. In 1879 werd hij gekozen als Tweede Kamerlid voor het district Zwolle in plaats van de liberaal Van Naamen van Eemnes. Enige tijd was hij voorzitter van de AR-Kamerclub. Hij koos in 1894 de zijde van Lohman. In 1913 werd hij verslagen door een vrij-liberaal en werd toen gedeputeerde van Overijssel.

## Familie
Van Dedem was een zoon van bestuurder mr. Godert Willem baron van Dedem, heer van Den Berg (1791-1866) en van Grietje Boxem (1800-1843). Hij huwde in 1864 met Christina Catharina Roessingh Udink (1833-1904), dochter van Johannes Theunis Roessingh Udink (1805-1858). Hij was een landedelman, die op Huis Voorstonden woonde, eigendom van zijn tweede echtgenote Antoinette barones de Vos van Steenwijk, vrouwe van Voorstonden (1858-1952). Hij had alleen kinderen uit het eerste huwelijk, onder wie burgemeester mr. Alexander baron van Dedem (1867-1912).
- Biografisch Portaal: 74073593
- International Standard Name Identifier: 0000 0003 8949 7422
- Nederlandse Thesaurus van Auteursnamen: 308134206
- Parlement.com: vg09lkznr3zz
- Virtual International Authority File: 282923915
- WorldCat: E39PBJy8qjQRqKHgkKQV77yyBP